# Acte d'énonciation
L'acte d'énonciation est « la mise en fonctionnement de la langue par un acte individuel d’utilisation » (Émile Benveniste).
L’énonciation se distingue de l’énoncé tout comme le produit se distingue de l’acte de production. L’énonciation est, en effet, la production individuelle de la langue, dont le sens varie d’une énonciation à une autre. Les indices de personnes, les déictiques, les formes temporelles utilisées sont prises en compte car ils constituent des traces tangibles du contexte, de l’énonciation. On dit que ces indices d'énonciation actualisent l'énoncé dans son contexte.
Illustration : Si une personne m’arrête dans la rue pour me demander mes papiers afin de les vérifier, je n’obtempère que si elle est à même de prouver que son statut lui permet de m’intimer cet ordre. Seul un policier ou un gendarme est en droit d’exiger ce type de vérification. L’énonciation est donc étroitement dépendante de qui prend la parole, à qui il s’adresse et à quel moment.